# Straußberg (Peiting)
Der Straußberg ist eine 820 m ü. NHN hohe kleine bewaldete Bergkuppe südlich von Peiting. Westlich durch einen Sattel getrennt befindet sich das wesentlich größere Gebiet des Schnaidbergs.